# Herb Kamieńca Podolskiego

Herb Kamieńca Podolskiego

Herb Kamieńca Podolskiego przedstawia na niebieskiej tarczy herbowej złote słońce z rozchodzącymi się wokół, równomiernie rozmieszczonymi na całym obwodzie szesnastoma promieniami (na przemian prostymi i falującymi – rozpoczynając od promienia prostego, skierowanego pionowo w górę), z ludzką, uśmiechniętą twarzą pośrodku.
Ponad słońcem, na srebrnym pasku o szerokości herbu, widnieje złoty napis w języku ukraińskim: Кам'янець-Подільський (Kamieniec Podolski).
Do 1796 na herbie widniał święty Jerzy walczący ze smokiem.

1374-1796
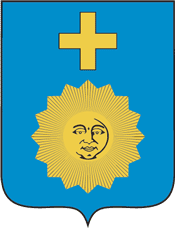
1796-1967
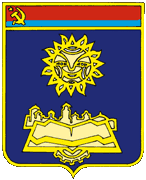
1967-1995